# トリクルダウン理論
トリクルダウン理論（トリクルダウンりろん、英: trickle-down effect）とは、「富める者が富めば、貧しい者にも自然に富がこぼれ落ち、経済全体が良くなる」とする経済理論である。18世紀の初頭に英国の精神科医であるマンデヴィルによって初めてこのような考え方が示され、その後の古典派経済学に影響を与えた。均霑理論（きんてんりろん）とも訳される。
2014年現在では、提唱された当時とは時代的背景が大きく異なることもあり、否定的な意見が多い。

## 解説
「トリクルダウン (trickle down) 」は英語で「徐々にあふれ落ちる」を意味し、大企業や富裕層の支援政策を行うことが経済活動を活性化させることになり、富が低所得層に向かって徐々に流れ落ち、国民全体の利益となる」とする仮説である。「トリクルダウン」という名称は、ウィル・ロジャースの発言に由来するとされる。
新自由主義の理論によれば、ジニ係数が上昇したとしても、自由競争と国際貿易によって、貧困層も含む全体の所得が底上げされると考えられていた。

## 研究・議論

### OECDによる研究
OECD（経済協力開発機構）は、2014年12月に貧富の格差と経済成長に関する実証研究を発表した。
OECDの実証研究によれば、貧富の格差が拡大すると経済成長を大幅に抑制することが示されている。所得格差は経済成長を損ない、所得格差を是正すれば経済成長は活性化されるとして、トリクルダウン効果を否定している。とりわけ教育や医療などの公共サービスを充実させるよう提言している。
OECDの実証研究では、以下のことが結論づけられている以下にその結論を引用する。
- 富裕層と貧困層の格差は今や大半のOECD諸国において、過去30年間で最も大きくなっている。このような所得格差の趨勢的な拡大は、経済成長を大幅に抑制している。
- 上位10%の富裕層の所得が、下位10%の貧困層の所得の9.5倍に達している。所得格差の全般的な拡大は、他の所得層を大きく引き離している1%の超富裕層によって牽引されているが、成長にとって最も重要なのは、置き去りにされている低所得の世帯である。
- また、所得格差による経済成長に対するマイナスの影響は、貧困層ばかりでなく、実際には下位40%の所得層においても見られる。
- 租税政策や移転政策による所得格差への取り組みは、適切な政策設計の下で実施される限り、経済成長を阻害しない。
- 所得再分配の取り組みについては、特に人的資本投資に関する主要な決定がなされる対象である子供のいる世帯や若年層を重視するとともに、生涯にわたる技能開発や学習を促進すべきである。これは、とりわけ社会的背景の貧しい人々は、教育に十分な投資をしないためである。

### IMFによる研究
2015年5月に発行された国際通貨基金 (IMF) の文書では「貧困層と中流階級の所得シェアを増やすと成長率は上昇し、上位20％の所得シェアが伸びるにつれて成長率が低下する」としている。

### 否定的見解
- 経済学者のジョセフ・E・スティグリッツは、トリクルダウン効果により、経済成長の利益は自動的に社会の隅々まで行き渡るという前提は、経済理論・歴史経験に反している、と指摘している[11]。
- 政治経済学者のロバート・B・ライシュは、一部の富裕層が消費するより、分厚い中間層が消費するほうが消費規模は拡大する、と主張している[12]。
- 経済学者の野口旭は「日本銀行が唱える『ダム論』はある程度までは妥当性があると考えられる。しかし、現在（2001年）の日本では、企業がどんどん賃金を下げ、労働者を解雇・リストラを進めていることによって企業の収益が改善したとも考えられる。企業収益の改善が、名目賃金の改善に結びつくとは必ずしもいえない。名目賃金が下がっていけば、将来不安が起きる。これでは、企業の収益が拡大しても、個人消費につながらない」と指摘している[13]。
- ミクロレベルの議論としては、経済学者の田中秀臣、安達誠司は「アメリカ型の成果主義がもてはやされる理由は、一部のエリート・サラリーマンが業績を伸ばすことによって、組織全体がその成果の果実を享受できるという『したたり効果（trickle-down）』の考え方が前提にある。しかし、このような『したたり効果』は、組織メンバーのモラル低下を生み出す可能性もある」と指摘している[14]。
- 経済学者の神野直彦は自著において、トリクルダウン理論が有効となるには「富はいずれ使用するために所有される」、「富を使用することによって充足される欲求には限界がある」という二つの前提が成立しなければならないが、現代では富は権力を得る目的で所有されているので理論は有効ではない[15]、と指摘している。

## 各国の状況

### アメリカ

#### レーガノミクス

「レーガノミクス」による減税政策について解説するレーガン大統領

アメリカ合衆国ではロナルド・レーガン大統領による経済政策「レーガノミクス」が実行された。「レーガノミクス」では富裕層を主な対象とした大規模減税により経済を活性化し、低所得層にも効果を波及させる狙いがあった。実際に景気や失業率は改善したが、財政赤字は爆発的に膨張し、ビル・クリントン政権まで解消されなかった。また、この時期には景気が回復されたが、何が真の景気回復の要因となったかについては議論が続いている。
「レーガノミクス」により1990年代までは所得の底上げが生じ、アメリカの下位20%に位置する世帯の実質所得の変化を見ると、1970年代には2%弱の増加にとどまっていたものが、1980年代には7.3%、1990年代には12.2%増えている。しかし、2000年代に入ると上昇がストップし、2009年の水準は対2000年比8.4%も減少し「トリクルダウン」効果が消滅した。

### 日本

#### アベノミクス
2014年の新語・流行語大賞の候補50語に「トリクルダウン」が選出された。
アベノミクスがトリクルダウンであるという批判がある。また、アベノミクスが（また条件付きで）トリクルダウンである、と認める識者もいる。安倍総理のブレーンである経済学者の浜田宏一は、アベノミクスの第1期についてはトリクルダウンであるのは事実であり、まず輸出産業が良くなり、その後株価の上昇によって最初に利益を受けたのは外国人を含めた金持ちの投資家だった。次に時間外賃金の上昇といった形でパート・アルバイトの労働市場に波及した。単純労働者の賃金が上がっていくような技術進歩の過程にないためトリクルダウンの成果は遅いが、日本も明るさが見えてきて庶民にも経済成長の恩恵が降りてきている。つまり、第1の矢によるトリクルダウン効果がより具体的に現れて国民生活を潤していると指摘している、。
経済学者の田中秀臣は自著において、安倍政権の法人税減税・設備投資減税によって企業の余剰を生み、社員の賃金にまわすように誘導しようとする政策は、トリクルダウン政策の一つであると指摘している。
エコノミストの片岡剛士は、完全失業率・求人倍率の改善やパート時給の上昇でも明らかなように「上から下へ」ではなく「上と下から中間層へ」の景気回復になっている。上からのおこぼれ・施しではないという現実は理解されるべきであると指摘している。
また、トリクルダウンではないという識者もいる。「（安倍政権の大胆な金融政策は）資産価格の上昇を通して、大企業・資産家だけが儲かるだけで、庶民にまでは景気回復は実感されない」との議論について、経済学者の飯田泰之は『WEB第三文明』において、いかなる時代でも経済の上昇局面では最初に資産価値が反応する。その動きが波及して景気が好転していく。これはトリクルダウンという経路の話をしているのではない。景気回復の初期に恩恵を被るのはビジネスの最前線に近い人で、多くの人が景気回復を実感するのには時間がかかるのが当たり前のことであると指摘している。
経済学者の若田部昌澄は「アベノミクスはトリクルダウンという批判は間違いである。それは、ポール・クルーグマンやジョセフ・E・スティグリッツなどリベラルな経済学者たちがアベノミクスの方向性を基本的には支持していることから言える」と指摘している。若田部は「量的金融緩和政策の初期段階でブラック企業の収益が下がり、輸出企業の収益が上がるという効果もある。観光客も増加し、旅館・ホテルも潤っている。『トリクルダウン』ではなく、田んぼに水が広がるイメージである」と指摘している。
トリクルダウン自体を批判している識者もいる。竹中平蔵は2016年1月1日放送の『朝まで生テレビ!』で「滴り落ちてくるなんてないですよ。あり得ないですよ。」と述べた。この発言に対し埼玉大学名誉教授の鎌倉孝夫は「国民の多くは『えっ？』と首をかしげたでしょう。ただ、以前から指摘している通りトリクルダウンは幻想であり、資本は儲かる方向にしか進まない。竹中氏はそれを今になってズバリ突いただけ。つまり安倍政権のブレーンが、これまで国民をゴマカし続けてきたことを認めたのも同然です」と語った。

### 韓国
朝鮮日報や中央日報によれば、韓国では企業が各分野で産業競争力が低下し、他国に優位が保てなくなって業績が悪化した企業が、従来のように国内に雇用を創出以前に維持できなくなってきている。トリクルダウン効果のある大企業の工場が閉鎖されると、取引をしていた中小企業や下請けの仕事消失だけでなく、地域の飲食店や不動産で働く人々への連鎖的所得減少を招いている。韓国では2013年頃から主力産業の多くで業績低迷してきたことによってトリクルダウン効果が止まり、2018年には弱者層の雇用消失・家計所得減少や青年失業率が深刻な事態になっている。
巨済市や昌原市など造船業が地域経済の基盤だった地域では、造船不況で韓国三大造船企業の業績低迷・倒産だけでなく中堅造船会社が相次いで倒産し、国内の下請けが連鎖倒産して、地域の不動産業・飲食店など自営業者の売り上げも激減するなど、地域経済は大打撃を受けた。
また自動車産業においても、韓国GMの従業員1800人・下請け業者の従業員が1万人を超える自動車工場が閉鎖された人口27万人の群山市では、トリクルダウンが喪失して総生産の15%が蒸発している。
トリクルダウンの例として、朝鮮日報はトリクルダウンがなくなった群山市や造船業地域を示した後に、好業績のサムスン電子の一次下請け会社が雇用する労働者数を10%以上増すなどの雇用創出を示して効果を主張している。